# Saint-Cirq (Tarn-et-Garonne)
Pour les articles homonymes, voir Saint-Cirq.
Saint-Cirq est une commune française située dans le nord-est du département de Tarn-et-Garonne, en région Occitanie. Sur le plan historique et culturel, la commune est dans le Quercy Blanc, correspondant à la partie méridionale du Quercy, devant son nom à ses calcaires lacustres du Tertiaire.
Exposée à un climat océanique altéré, elle est drainée par le ruisseau de Rieumet, le ruisseau du Traversié et par divers autres petits cours d'eau. La commune possède un patrimoine naturel remarquable composé d'une zone naturelle d'intérêt écologique, faunistique et floristique.
Saint-Cirq est une commune rurale qui compte 569 habitants en 2022, après avoir connu une forte hausse de la population depuis 1975.  Elle fait partie de l'aire d'attraction de Montauban. Ses habitants sont appelés les Saint-Ciriens ou  Saint-Ciriennes.

## Géographie

### Localisation
Commune située dans le Quercy, à 6 km à l'est de Caussade.

### Communes limitrophes
Les communes limitrophes sont  Caussade, Monteils, Montricoux, Saint-Antonin-Noble-Val et Septfonds.
| Monteils | Septfonds  |                         |
| Caussade | Saint-Cirq | Saint-Antonin-Noble-Val |
|          | Montricoux |                         |

### Hydrographie

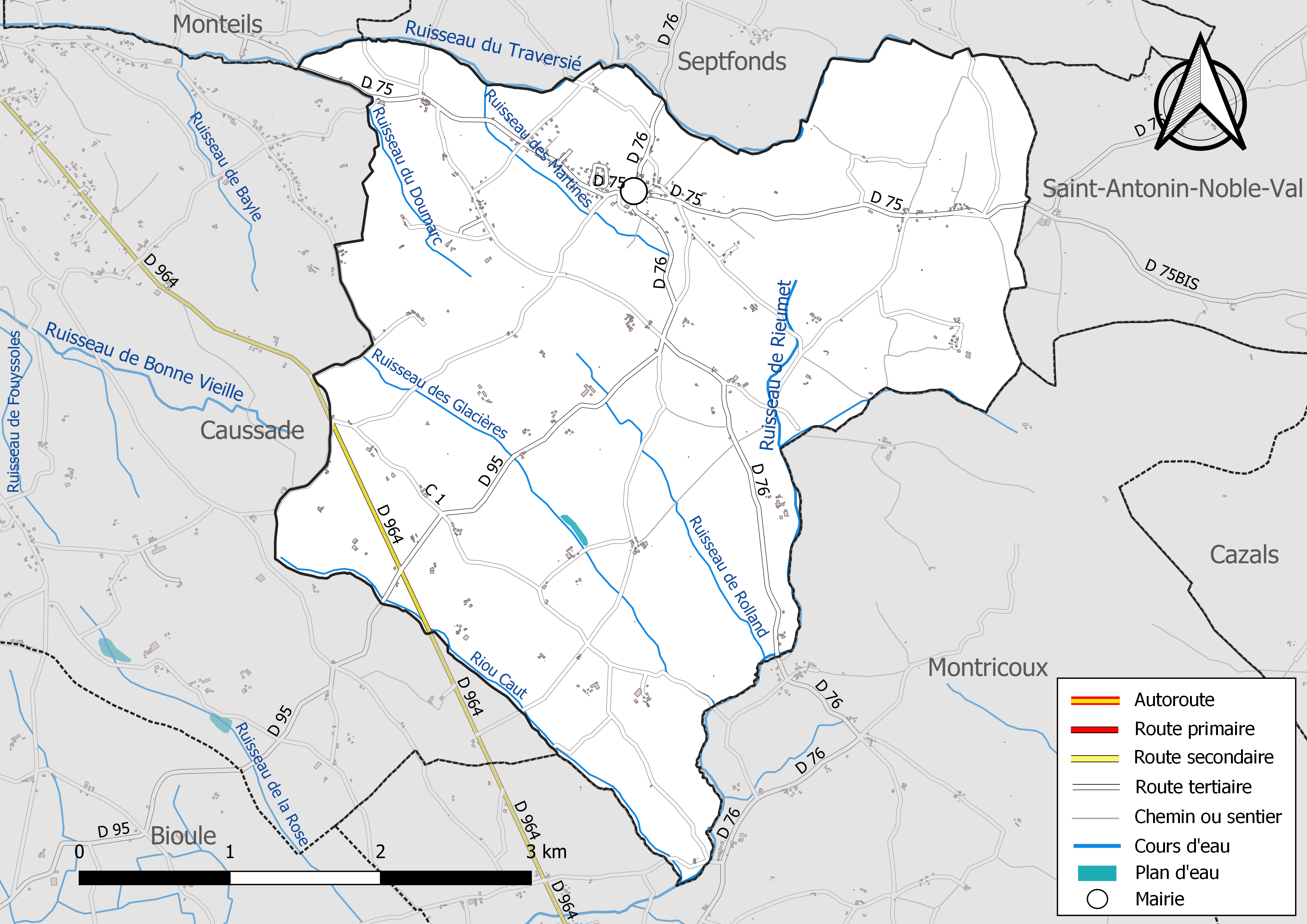
Réseaux hydrographique et routier de Saint-Cirq.

La commune est dans le bassin versant de la Garonne, au sein du bassin hydrographique Adour-Garonne. Elle est drainée par le ruisseau de Rieumet, le ruisseau du Traversié, Riou Caut, le ruisseau de Rolland, le ruisseau des Glacières, le ruisseau des Martines, le ruisseau du Doumarc et par un petit cours d'eau, constituant un réseau hydrographique de 17 km de longueur totale,.

### Climat
Pour des articles plus généraux, voir Climat de l'Occitanie et Climat de Tarn-et-Garonne.
En 2010, le climat de la commune est de type climat du Bassin du Sud-Ouest, selon une étude du Centre national de la recherche scientifique s'appuyant sur une série de données couvrant la période 1971-2000. En 2020, Météo-France publie une typologie des climats de la France métropolitaine dans laquelle la commune est exposée à un climat océanique altéré et est dans la région climatique Aquitaine, Gascogne, caractérisée par une pluviométrie abondante au printemps, modérée en automne, un faible ensoleillement au printemps, un été chaud (19,5 °C), des vents faibles, des brouillards fréquents en automne et en hiver et des orages fréquents en été (15 à 20 jours).
Pour la période 1971-2000, la température annuelle moyenne est de 12,9 °C, avec une amplitude thermique annuelle de 16 °C. Le cumul annuel moyen de précipitations est de 783 mm, avec 9,8 jours de précipitations en janvier et 5,8 jours en juillet. Pour la période 1991-2020, la température moyenne annuelle observée sur la station météorologique de Météo-France la plus proche, « Bioule », sur la commune de Bioule à 8 km à vol d'oiseau, est de 13,9 °C et le cumul annuel moyen de précipitations est de 737,9 mm. 
La température maximale relevée sur cette station est de 41,9 °C, atteinte le 26 août 2010 ; la température minimale est de −15,1 °C, atteinte le 6 février 2012,,.
Les paramètres climatiques de la commune ont été estimés pour le milieu du siècle (2041-2070) selon différents scénarios d'émission de gaz à effet de serre à partir des nouvelles projections climatiques de référence DRIAS-2020. Ils sont consultables sur un site dédié publié par Météo-France en novembre 2022.

### Milieux naturels et biodiversité

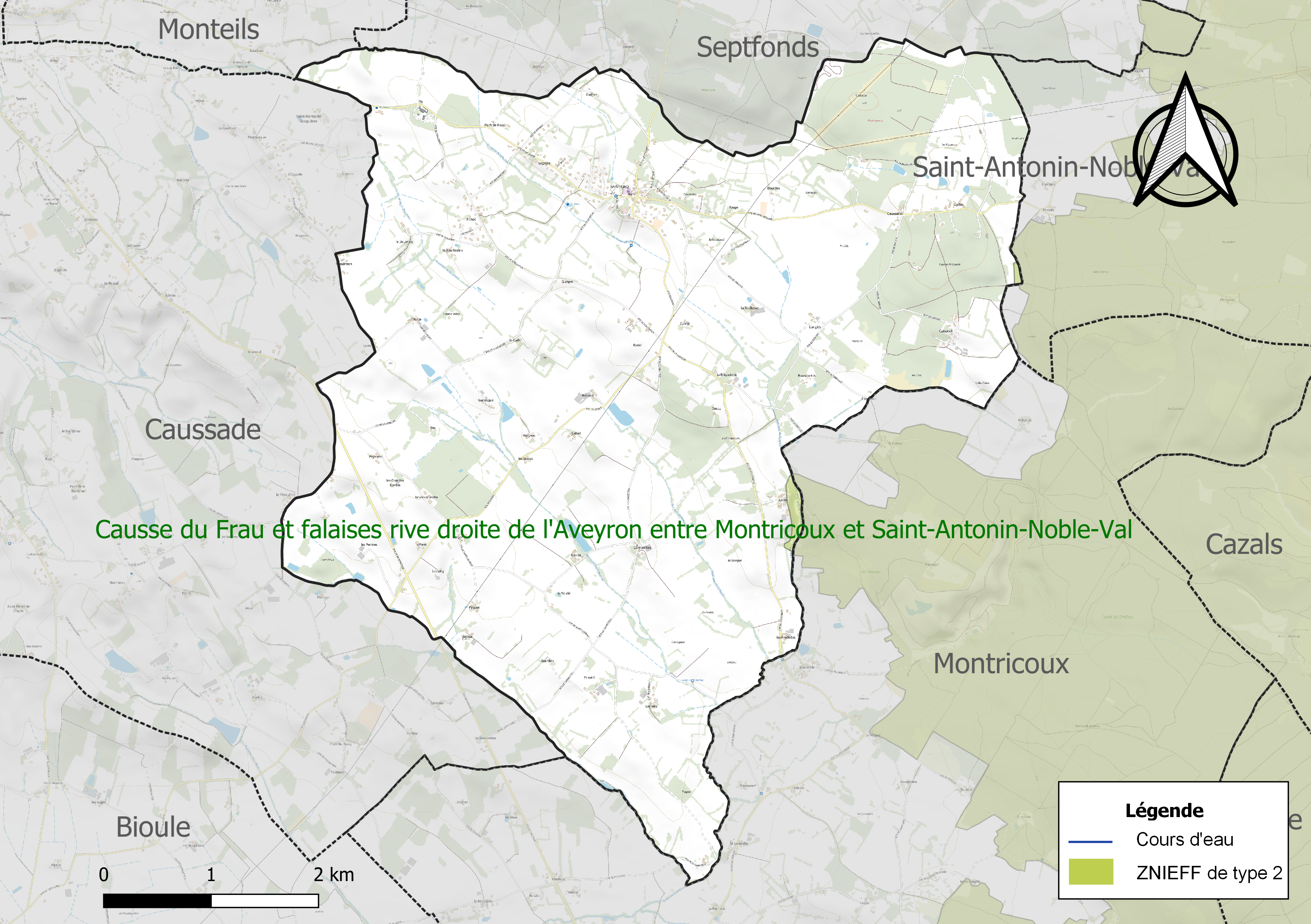
Carte de la ZNIEFF de type 2 localisée sur la commune.

L’inventaire des zones naturelles d'intérêt écologique, faunistique et floristique (ZNIEFF) a pour objectif de réaliser une couverture des zones les plus intéressantes sur le plan écologique, essentiellement dans la perspective d’améliorer la connaissance du patrimoine naturel national et de fournir aux différents décideurs un outil d’aide à la prise en compte de l’environnement dans l’aménagement du territoire.
Une ZNIEFF de type 2 est recensée sur la commune :
le « causse du Frau et falaises rive droite de l'Aveyron entre Montricoux et Saint-Antonin-Noble-val » (6 135 ha), couvrant 7 communes dont une dans le Tarn et six dans le Tarn-et-Garonne.

## Urbanisme

### Typologie
Au 1er janvier 2024, Saint-Cirq est catégorisée commune rurale à habitat dispersé, selon la nouvelle grille communale de densité à sept niveaux définie par l'Insee en 2022.
Elle est située hors unité urbaine. Par ailleurs la commune fait partie de l'aire d'attraction de Montauban, dont elle est une commune de la couronne,. Cette aire, qui regroupe 50 communes, est catégorisée dans les aires de 50 000 à moins de 200 000 habitants,.

### Occupation des sols
L'occupation des sols de la commune, telle qu'elle ressort de la base de données européenne d’occupation biophysique des sols Corine Land Cover (CLC), est marquée par l'importance des territoires agricoles (87,6 % en 2018), en diminution par rapport à 1990 (89 %). La répartition détaillée en 2018 est la suivante : 
terres arables (35,9 %), prairies (35,4 %), zones agricoles hétérogènes (16,3 %), forêts (12,4 %). L'évolution de l’occupation des sols de la commune et de ses infrastructures peut être observée sur les différentes représentations cartographiques du territoire : la carte de Cassini (XVIIIe siècle), la carte d'état-major (1820-1866) et les cartes ou photos aériennes de l'IGN pour la période actuelle (1950 à aujourd'hui).

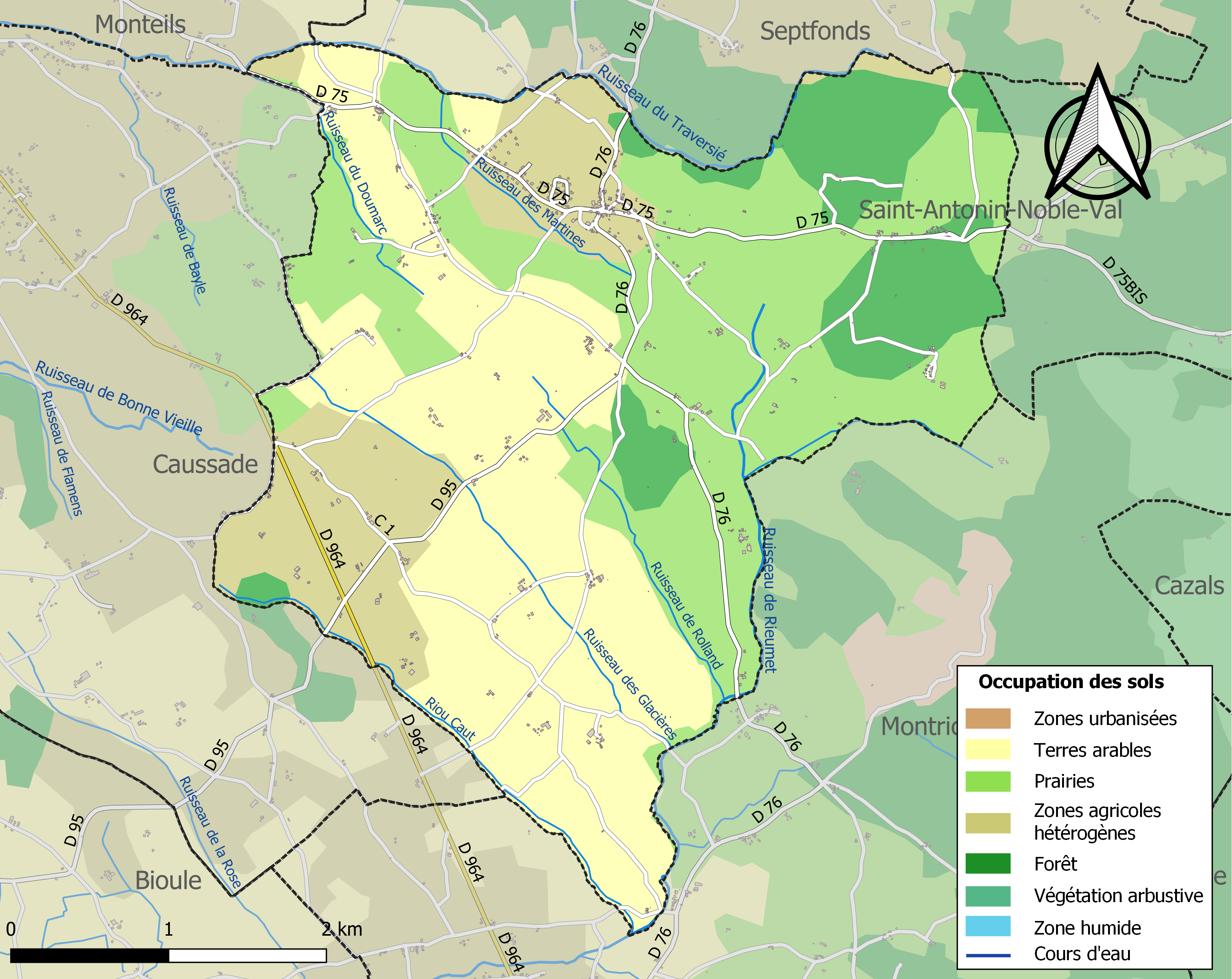
Carte des infrastructures et de l'occupation des sols de la commune en 2018 (CLC).

### Risques majeurs
Le territoire de la commune de Saint-Cirq est vulnérable à différents aléas naturels : météorologiques (tempête, orage, neige, grand froid, canicule ou sécheresse), inondations, mouvements de terrains et séisme (sismicité très faible). Il est également exposé à un risque technologique,  le transport de matières dangereuses. Un site publié par le BRGM permet d'évaluer simplement et rapidement les risques d'un bien localisé soit par son adresse soit par le numéro de sa parcelle.

#### Risques naturels
Certaines parties du territoire communal sont susceptibles d’être affectées par le risque d’inondation par débordement de cours d'eau, notamment La cartographie des zones inondables en ex-Midi-Pyrénées réalisée dans le cadre du XIe Contrat de plan État-région, visant à informer les citoyens et les décideurs sur le risque d’inondation, est accessible sur le site de la DREAL Occitanie. La commune a été reconnue en état de catastrophe naturelle au titre des dommages causés par les inondations et coulées de boue survenues en 1982 et 1999,.
Saint-Cirq est exposée au risque de feu de forêt. Le département de Tarn-et-Garonne présentant toutefois globalement un niveau d’aléa moyen à faible très localisé, aucun Plan départemental de protection des forêts contre les risques d’incendie de forêt (PFCIF) n'a été élaboré. Le débroussaillement aux abords des maisons constitue l’une des meilleures protections pour les particuliers contre le feu,.

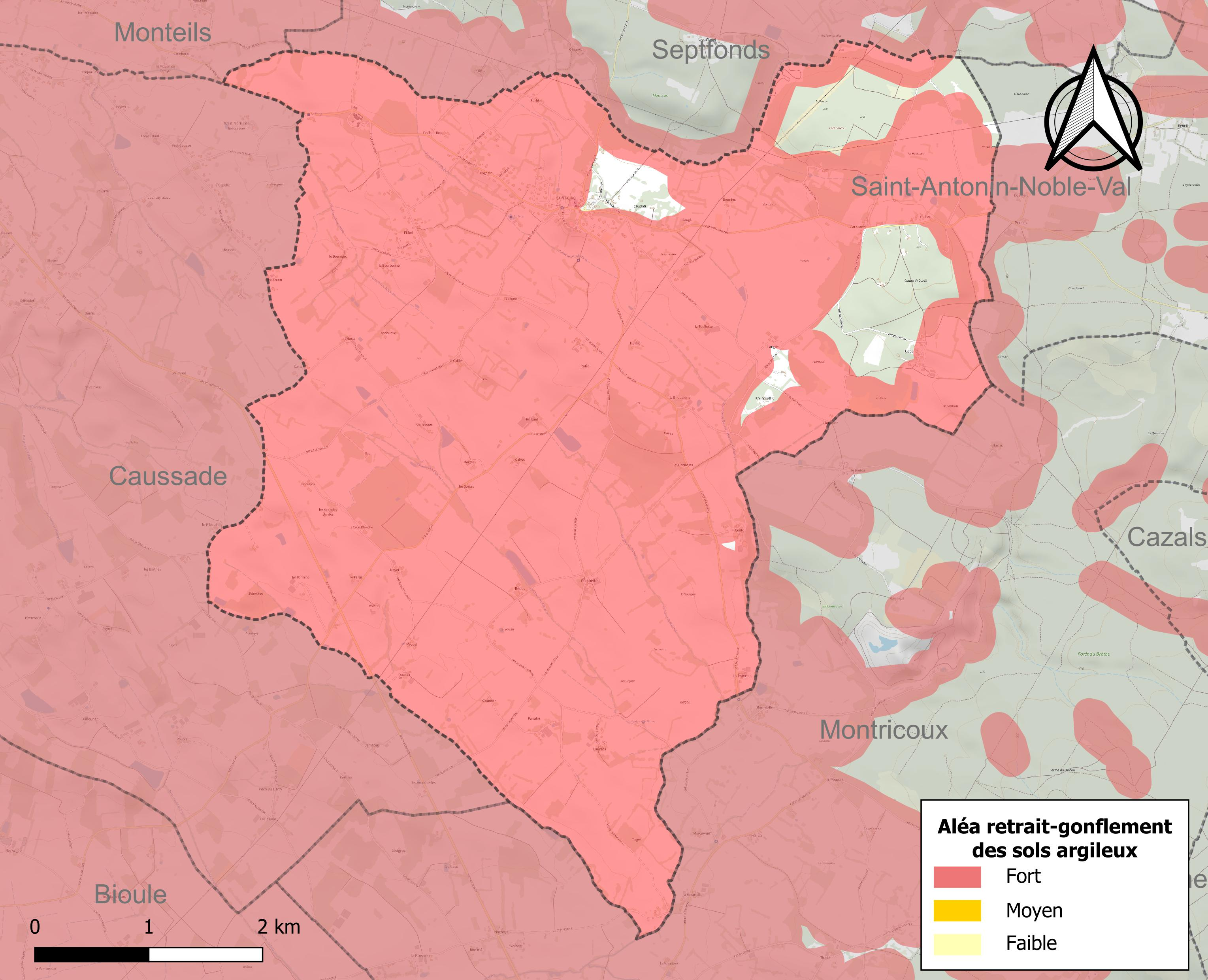
Carte des zones d'aléa retrait-gonflement des sols argileux de Saint-Cirq.

Les mouvements de terrains susceptibles de se produire sur la commune sont des tassements différentiels.
Le retrait-gonflement des sols argileux est susceptible d'engendrer des dommages importants aux bâtiments en cas d’alternance de périodes de sécheresse et de pluie. 93 % de la superficie communale est en aléa moyen ou fort (92 % au niveau départemental et 48,5 % au niveau national). Sur les 249 bâtiments dénombrés sur la commune en 2019, 225 sont en aléa moyen ou fort, soit 90 %, à comparer aux 96 % au niveau départemental et 54 % au niveau national. Une cartographie de l'exposition du territoire national au retrait gonflement des sols argileux est disponible sur le site du BRGM,.
Par ailleurs, afin de mieux appréhender le risque d’affaissement de terrain, l'inventaire national des cavités souterraines permet de localiser celles situées sur la commune.
Concernant les mouvements de terrains, la commune a été reconnue en état de catastrophe naturelle au titre des dommages causés par la sécheresse en 1989, 2002, 2003, 2011, 2012, 2016 et 2018 et par des mouvements de terrain en 1999.

#### Risques technologiques
Le risque de transport de matières dangereuses sur la commune est lié à sa traversée par des infrastructures routières ou ferroviaires importantes ou la présence d'une canalisation de transport d'hydrocarbures. Un accident se produisant sur de telles infrastructures est susceptible d’avoir des effets graves sur les biens, les personnes ou l'environnement, selon la nature du matériau transporté. Des dispositions d’urbanisme peuvent être préconisées en conséquence.

## Toponymie
Le nom de la commune provient de saint Cyr, en latin, Sanctus Cyricus, honoré dans l'église paroissiale qui porte son nom, dont une des formes occitanes est Sant/Sent Circ, à côté de Sant/Sent Cirgue, Ciergue o Cierge.
Les informations contenues dans la partie historique indiquent que le village se serait appelé Saint-Cirguet, ce que confirment cinq attestations occitanes ou latines fournies par Paul Burgan et André Lafon pour la période située entre le XIIIe et le XVIIe, une autre, de 1383, étant Saint Cirguel, avec un autre diminutif. La présence d'un diminutif formé sur Saint-Cirq (ou Cirgue) ne peut être expliquée sans preuves : on peut avoir par exemple un nom donné en référence à un autre village appelé Saint-Cirq ou Saint-Cirgue, ou le diminutif peut servir à distinguer le village d'un autre portant le même nom, mais le fait que le saint éponyme ait été martyrisé enfant attire aussi l'attention (Saint Cirguet pouvant signifier : le petit enfant qu'était saint Cirq). Saint Cirq ou plus fréquemment et plus normalement Circ, sans diminutif, semble néanmoins exclusif à l'écrit au XIIe siècle, selon huit attestations occitanes fournies par les mêmes auteurs.

## Histoire
Monographie de la commune de Saint-Cirq.
D'après les recherches sur documents d’archives à Montauban ;
d'après les plus anciens habitants de la commune, Édouard Malby, décédé ;
d’après l’abbé Charles Hélias décédé en 1993, curé de la paroisse de Saint-Cirq ;
d’après M. Neveu à Caussade, conservateur d’archives, décédé ;
d’après le frère Michel, très intéressé pour les recherches.
En 1610, il n’y avait pas de pont à Montricoux. On coupa la forêt du Brétou pour vendre le bois et le pont fut construit.
Sous la domination des templiers de Vaour, l’église Saint-Benoît fut construite pour soigner les enfants malades à la source du même nom.
La route actuelle qui traverse le village (RD 75 est /ouest) a plus de quatre siècles, elle relia déjà Caussade, Monteils, Villefranche-de-Rouergue. 
Anecdote : cette route très fréquenté aux XVe et XVIe siècles des armées de pillards l’utilisaient pour attaque en plaines les fermes pour se nourrir. Les attaques avaient toujours lieu à la pointe du jour, la paroisse a payé un lourd tribut à ces vandales.
La vallée de l’Aveyron de Montricoux à Najac, était fortifiée contre les pillards, mais aussi les guerres. La paroisse de Saint-Cirguet eu beaucoup de mal à se développer à cette époque. On peut penser aussi que la paroisse au XVIIe siècle était plus importante en surface ; le Brétou, Clavel, Doumerc, dépendaient de Saint-Cirguet. Ceci est attesté par les anciens.
Monographie, avant 1789
Au XVIe siècle, les guerres de religion ensanglantent le France. Catholiques et protestants, se font la guerre. Avant cette époque, au XIIe siècle, le village s’appelait CIR (les attestations données par Burgan et Lafon dans la Toponymie du Tarn-et-Garonne ne confirment pas cette forme d'apparence française, mais qui correspond à la prononciation occitane actuelle : -c final de Circ devenu muet).
Pourquoi ?
Un peu plus tard, sous l’influence de la religion, ou peut être sous l’influence de la royauté mets fin à une époque païenne. St CIRGUET succède à CIR, l’occitan est dominant, le patois qui se perd de nos jours.
Pendant les guerres de religion ou de suite après, on nous trouva un autre nom pour la paroisse bien sur, pour tomber d’accord avec les habitants, on créera la nouvelle appellation de St CIRQ, qui n’est plus occitan mais français.
On supprima le UET et on modifia le G par un Q, ce qui donnera définitivement ST CIRQ et pour longtemps maintenant.
L’ancienne église du XIIe siècle, était construite sur l’emplacement du cimetière actuel. Des vestiges de ses fondations existent toujours dans la partie la plus ancienne du cimetière. Sous l’influence de famille de la paroisse, après les guerres de religion, il fut décidé de reconstruire une nouvelle église, d’abord à l’endroit de la maison d’Edouard Malby, au cœur du village, mais elle devait coûter trop cher, et c’est finalement les fondations du fort Dumas qui furent détruites par les guerres de religion que fut construite la nouvelle église.
A l’unanimité, la population avait décide de rester catholique.
(On se souviendra des familles PORTAL à la maison d’Oliva BESSIERES, BADEL à Bezios, LACASSAGNE à Panatié, de COMBETTES à Conté, de Martin, de BOUYSSI au Pibouls, COUSTILLIERES à la Bourbonne, COURTES, LABORIE, GABENS à Combettes, CARBONNEL à la Croix Blanche, LARROQUE, SOULOMIAC au village… etc.).
Sous l’influence de l’évêque de Cahors, il fut décidé de ne réaliser qu’une chapelle sans clocher à l’endroit où elle se trouve de nos jours.
Monographie, après 1800
En 1850, la commune comptait 650 habitants, en 1950… 264 habitants, et en 2008 443 habitants et plus de 500 en 2012.
C’est 100 ans après la Révolution française de 1789 que se créera la commune de Saint-Cirq avec ses limites actuelles en 1890.
Le dernier prêtre de la paroisse, Charles Hélias est décédé en 1993. Il n’y a plus de nos jours de prêtre à temps complet à la paroisse.
L’ancien presbytère a été modifié pour recevoir deux appartements à titre locatif.
Je n’ai trouvé aucun documents écrit à la maire de Saint-Cirq, tout ce qui est relaté ici provient des anciens ou des archives de Montauban, Caussade et Cahors qui fut jusqu’au XVIIIe siècle notre rattachement religieux.

## Politique et administration
| Période                                  | Période  | Identité     | Étiquette | Qualité                                                                   |
| ---------------------------------------- | -------- | ------------ | --------- | ------------------------------------------------------------------------- |
| mars 1977                                | 2008     | José Cabanes |           |                                                                           |
| mars 2008                                | En cours | Guy Rouziès  | DVD       | Président de la communauté de communes du Quercy Caussadais (depuis 2017) |
| Les données manquantes sont à compléter. |          |              |           |                                                                           |

## Démographie
L'évolution du nombre d'habitants est connue à travers les recensements de la population effectués dans la commune depuis 1793. Pour les communes de moins de 10 000 habitants, une enquête de recensement portant sur toute la population est réalisée tous les cinq ans, les populations de référence des années intermédiaires étant quant à elles estimées par interpolation ou extrapolation. Pour la commune, le premier recensement exhaustif entrant dans le cadre du nouveau dispositif a été réalisé en 2004.

En 2022, la commune comptait 569 habitants, en évolution de +4,6 % par rapport à 2016 (Tarn-et-Garonne : +3,12 %, France hors Mayotte : +2,11 %).
| 1793 | 1800 | 1806 | 1821 | 1831 | 1836 | 1841 | 1846 | 1851 |
| ---- | ---- | ---- | ---- | ---- | ---- | ---- | ---- | ---- |
| 639  | 734  | 748  | 771  | 767  | 756  | 769  | 774  | 768  |

| 1856 | 1861 | 1866 | 1872 | 1876 | 1881 | 1886 | 1891 | 1896 |
| ---- | ---- | ---- | ---- | ---- | ---- | ---- | ---- | ---- |
| 753  | 700  | 689  | 680  | 648  | 598  | 557  | 552  | 533  |

| 1901 | 1906 | 1911 | 1921 | 1926 | 1931 | 1936 | 1946 | 1954 |
| ---- | ---- | ---- | ---- | ---- | ---- | ---- | ---- | ---- |
| 522  | 519  | 422  | 394  | 383  | 372  | 370  | 325  | 351  |

| 1962 | 1968 | 1975 | 1982 | 1990 | 1999 | 2004 | 2006 | 2009 |
| ---- | ---- | ---- | ---- | ---- | ---- | ---- | ---- | ---- |
| 320  | 301  | 272  | 284  | 331  | 379  | 402  | 408  | 461  |

| 2014 | 2019 | 2022 | - | - | - | - | - | - |
| ---- | ---- | ---- | - | - | - | - | - | - |
| 539  | 557  | 569  | - | - | - | - | - | - |

## Culture locale et patrimoine

### Lieux et monuments
- Église Saint-Cyr-et-Sainte-Julitte de Saint-Cirq.

Historique de la commune de nos chemins ruraux, voir communaux.
Chemin rural N°1 : PESSAMEN – FILHOL. 
Chemin rural N°1  : TOULLESE – CABANEL.
Chemin rural : de Septfond à Penne.
Chemin rural de Septfond à Montricoux.
Chemin rural de Clavel à Monticoux via Bourdes.
Ces trois derniers chemins ruraux par leur structure au support calcaire du causse seront déterminants pour l’histoire de la commune.
La voie communale N° 10, et l’élargissement considérable des chemins sur le secteur de Guillau confirment l’existence de drailles, au nombre de quatre, et de ses igues au nombre de quatre aussi, dites de Frouille, igue de Juniat, igue de Serrou et de l’Arnac indispensables pour la vie des hommes et des animaux.
Le siège de Saint-Antonin-Noble-Val et le séjour du roi Louis XIII au lieu-dit Les Granges durant six mois utiliseront tous ces chemins pour le soutien des armées du roi.
Plus près de nous, la création du département par Napoléon Bonaparte en 1808, les armées de l’empereur utiliseront encore le chemin rural de Bioule à Saint-Antonin, via le chemin de la Charlotte en direction de Villefranche-de-Rouergue.
À cette époque les routes départementales 75, 76, 95 et 964 n'existaient pas.
Draille : lieu où les bêtes pouvaient pacager mais aussi largeur d’un chemin de dix mètres ou plus, qui servait au croisement des armées, au repos des hommes et des animaux (chevaux…) et leurs entretiens, boire et manger.

### Héraldique
| Blason de Saint-Cirq | Blason  | D'azur au puits surmonté, à dextre, d'un bouquet de trois épis de blé tigés et feuillé et, à senestre, de deux feuilles de chêne posées en chevron renversé, le tout d'argent ; au chef cousu de gueules chargé, à dextre, d'un lion léopardé contourné d'or et, à senestre, d'une croix cléchée, vidée et pommetée de douze pièces du même. |
| Blason de Saint-Cirq | Détails | Le statut officiel du blason reste à déterminer. |

## Pour approfondir